# Philippe Le Ray
Pour les articles homonymes, voir Le Ray (homonymie).
Philippe Le Ray est un homme politique français, né le 16 juin 1968 à Vannes (Morbihan). 
Député du Morbihan de 2012 à 2017, il est aussi président de la Communauté de communes d'Auray Quiberon Terre Atlantique depuis janvier 2014.

## Biographie
Après des études d'ingénieur à l'Institut polytechnique LaSalle Beauvais, Philippe Le Ray devient cadre bancaire. Plus tard, il devient exploitant agricole et s'installe en GAEC dont il vendra ses parts dès son élection en tant que député, cessant d'être exploitant agricole.

## Politique

### Débuts en politique
Il obtient son premier mandat électoral en étant élu au conseil municipal de Plumergat lors des élections municipales françaises de 1995. Il devient adjoint au maire aux finances, dans la même commune, à la suite des élections municipales suivantes.
Philippe Le Ray est également conseiller général du canton d'Auray de mars 2008 à janvier 2014, démissionnant pour se consacrer à son mandat de président de la communauté de communes d'Auray Quiberon Terre Atlantique. Il siège alors dans la majorité départementale.

### 2012-2017: Député du Morbihan
Lors des élections législatives de 2012, il est candidat pour la députation de la deuxième circonscription du Morbihan. Sa suppléante est Marie-Christine Le Quer, exploitante agricole elle aussi, qui est adjointe au maire de Plouhinec (au tourisme, au commerce et à la communication).
Il arrive en seconde position du premier tour avec 24,34 % des voix et est élu au second tour avec 51,88 % devant la socialiste Nathalie Le Magueresse. Il siège dans le groupe UMP comme « apparenté », car il s'est présenté contre un candidat investi par l'UMP.
Le 6 janvier 2014, il est élu président de la nouvelle communauté de communes « Auray Quiberon Terre Atlantique » et démissionne le 7 janvier 2014 de son poste de conseiller général du Morbihan.
Il soutient Bruno Le Maire pour la primaire présidentielle des Républicains de 2016. En septembre 2016, il est nommé directeur de campagne régional pour la Bretagne.
En 2017, il est à nouveau candidat à l'élection législative dans la deuxième circonscription du Morbihan. Il est battu par le navigateur Jimmy Pahun, candidat se réclamant de la majorité présidentielle mais non investi.

#### Sexisme
Philippe Le Ray se fait connaître nationalement sur les médias et les réseaux sociaux en imitant à plusieurs reprises les gloussements d'une poule au cours de l'intervention de la députée écologiste de la Vienne Véronique Massonneau, dans le cadre d'une séance consacrée à la réforme des retraites le 8 octobre 2013. Ce comportement qualifié de misogyne et imputé à un excès de consommation d'alcool, entraîne une suspension de séance, le président de l'Assemblée, Claude Bartolone, condamne son comportement. Il est sanctionné le lendemain par une décision unanime de la conférence des présidents de l'Assemblée nationale à la privation d'un quart de son indemnité parlementaire pendant un mois.

## Mandats
Mandat parlementaire
- 20 juin 2012 - 18 juin 2017 : Député de la deuxième circonscription du Morbihan (apparenté UMP).

Mandats locaux
- depuis 1995 : Conseiller municipal de Plumergat
- depuis le 18 mars 2001 : 2e adjoint au maire de Plumergat (Finances - Environnement Structures intercommunales).
- du 16 mars 2008 au 7 janvier 2014 : Conseiller général du canton d'Auray (élections cantonales françaises de 2008).
- depuis le 6 janvier 2014 : Président de la communauté de communes « Auray Quiberon Terre Atlantique »